# ام ۲۰ (موشک)
ام ۲۰(به انگلیسی: M20) یک موشک استراتژیک زیردریایی فرانسوی بالستیک است که در زیردریایی ردوتیبل هسته ای به کار برده می شود.این موشک در سال ۱۹۹۱ بازنشسته شد.